# Église des Jésuites de Luanda
L’église de Jésus ou église du Nom-de-Jésus, est un édifice religieux catholique du XVIIe siècle sis à Luanda en Angola. Construite à partir de 1612 comme église du collège jésuite y attenant, elle est la plus ancienne du centre historique de Luanda. Abandonnée durant presque tout le XIXe siècle, elle est reconstruite et rénovée à partir de 1953.

## Histoire

### Collège et église des Jésuites
En 1584, Paulo Dias de Novais, fondateur (en 1575) et gouverneur de la ville de São Paulo de Luanda — aujourd’hui Luanda — accorde un terrain aux Jésuites pour qu’ils y ouvrent un collège. Si le collège ouvre rapidement ses portes, la construction de bâtiments adaptés ne commence qu’en 1605 pour le collège et en 1607 pour l’église. Tous deux portent le « nom de Jésus ». L’endroit s’appelait Praça da Feira, aujourd’hui O Largo do Palácio.
L’église est loin d’être terminée en 1620. Cependant, le 3 décembre de cette année, en remerciement pour la béatification de François Xavier, compagnon d’Ignace de Loyola et grand missionnaire de l’Orient, proclamée à Rome en 1619, des cérémonies liturgiques solennelles sont tenues dans le bâtiment inachevé, afin de célébrer cet événement. D’autres festivités sont organisées en différents lieux publics de Luanda.
La construction de l’édifice baroque achevée, l’église est ouverte au public en 1636. Des témoins assurent qu’elle était la plus large et plus riche église de Luanda. Son architecture relève du style colonial portugais tel que répandu par les jésuites dans leurs missions en terres orientales : une large nef unique flanquée de chapelles latérales avec une tour extérieure détachée du corps de l’église. Le père Manuel de Matos écrit en 1655 : « L’édifice est très large et peut être comparé à celui de Madère ou semblable à celui d’Évora, mais peut-être en moins long et moins large ».  Deuxième église construite par les Jésuites dans la région, elle fait partie d’un ensemble de bâtiments comprenant également collège et séminaire. Le tout est achevé en quelque 30 ans : de 1607 à 1636. L’intérieur est d’inspiration baroque italienne avec son maître-autel de marbre avec incrustations multicolores.
Lorsque les Hollandais occupent le territoire portugais, en 1641, le 'collège de Jésus' devient la résidence du gouverneur. L’église est utilisée pour les services religieux protestants. En 1648, Salvador Correia de Sá reprend Luanda aux Hollandais, le nom de la ville São Paulo de Luanda est alors changé en São Paulo de Assunção de Luanda, Salvador Correia de Sá ayant offert sa victoire à Notre-Dame de l’Assomption. Les Jésuites y reviennent et reprennent leur enseignement et les services pastoraux. Pendant un siècle et demi le collège est l’institution d’enseignement la plus importante d’Angola. Des étudiants venaient du Brésil pour étudier au séminaire. 

### Après l'expulsion des Jésuites
Au XVIIIe siècle, en 1759 exactement, les Jésuites sont expulsés du Portugal et de ses colonies. Le coup est durement ressenti en Angola comme ailleurs dans les territoires coloniaux portugais. Leurs biens, églises, collèges, bibliothèques sont confisqués. Le roi du Portugal, Joseph Ier, dans une lettre datée du 20 novembre 1761, suggère à l’évêque du diocèse d’Angola et Congo qu’il fasse de l’église de Jésus sa cathédrale et qu’il occupe une  partie du collège (Colégio de Jesus) pour en faire sa résidence épiscopale, l’autre partie devenant le séminaire. Rien n’est fait, église et bâtiments sont abandonnés et se dégradent rapidement. En 1783 ils sont dans un mauvais état. Les Jésuites ne reviendront pas à Luanda avant 1967.
Un visiteur du XIXe siècle, le missionnaire protestant David Livingstone, identifie douze églises catholiques abandonnées et, constate en 1854 que l’église de Jésus de Luanda est dans un très mauvais état et utilisée comme atelier et entrepôt des pouvoirs publics. Il admire les méthodes des Jésuites qui, un siècle après le départ des missionnaires, ont permis au christianisme de survivre. Bien qu'ayant peu de sympathie pour le catholicisme, il juge cependant les Jésuites — plus sages en leur temps que nous aujourd’hui. —

### Restauration auXXesiècle
Un siècle plus tard, en 1949 le complexe église-collège est classé comme monument national et en 1953, un sérieux projet de restauration — il s’agit en fait d’une « reconstruction » —, est enfin mis en chantier. La façade originale est préservée mais le plan intérieur de la nef est modifié. Un nouveau toit est fixé et soutenu par une structure métallique. Le maître autel d’origine, fait de marbre italien avec incrustations de motifs symboliques multicolores est restauré. L’église est solennellement reconsacrée et rouverte au public le 22 décembre 1958 par Mgr Moisés Alves de Pinho, archevêque de Luanda. 
De 1961 à 1975 l’église est le siège de l’aumônerie militaire. Les services religieux des forces armées de l’Angola y sont célébrés. Comme beaucoup d’autres lieux de culte à cette époque, l’arrangement intérieur est modifié entre 1970 et 1975 pour adapter l’espace intérieur aux besoins de la réforme liturgique introduite par le concile Vatican II. L’église est alors rendue à l’archidiocèse de Luanda et érigée en paroisse.